# Villa Rossi (Genova)
Villa Rossi è una villa nobiliare italiana, situata a Genova, nel quartiere di Sestri Ponente.
Ubicata a ocidente del nucleo storico dell'ex comune di Sestri Ponente, è l'unica della delegazione ad aver conservato intatto il parco che la circonda. Notevoli sono anche la statua acefala di Ercole, il portale d'ingresso e la recinzione risalente al XVII secolo.
L'edificio è adibito a polo culturale ed è sottoposto a vincolo di tutela da parte della soprintendenza.

## Storia e caratteristiche
La villa fu fatta costruire dalla nobile famiglia dei Lomellini nel XVII secolo, ma venne presto ceduta ai Centurione Spinola; da queste due famiglie prese inizialmente il nome.
Nel 1855 venne acquistata all'asta dalla famiglia Rossi-Martini, nobile famiglia genovese di banchieri, che ne ampliò il bel parco.
Tra i personaggi illustri che hanno soggiornato nella villa vi furono: nel 1845, Carlo, principe di Prussia, nel 1893, Elisabetta Wittelsbach, imperatrice dell'Austria-Ungheria, moglie di Francesco Giuseppe, più nota come principessa Sissi.
Nel 1923 la villa fu sottoposta a un primo vincolo di tutela. Nel 1931 il figlio del senatore Girolamo Rossi Martini, conte Alberto Rossi, al quale vincolo era stato notificato, la vendette al Comune di Genova, che la convertì interamente a uso pubblico e adibì l'edificio principale a scuola primaria femminile "Anita Garibaldi". L'istituto scolastico venne chiuso all'inizio degli anni duemila.
Nello spiazzo antistante alla villa è stata realizzata, negli anni sessanta del Novecento, una pista circolare in cemento per il pattinaggio a rotelle, smantellata con i lavori di restauro dei primi anni 2000. In seguito a vari interventi di restauro, iniziati nel 2010 e conclusi nel 2013, l'edificio è stato destinato a centro culturale, sede di associazioni.
Nel 2009, il Comune di Genova ha ceduto l'originale edificio a pianta circolare posto nella parte sud-orientale della villa, dove un tempo erano ospitate le scuderie, il quale, inutilizzato da decenni, era in stato di degrado. Dal 2010 questo edificio stato oggetto di restauro conservativo e di ristrutturazione per essere adibito ad uso commerciale e residenziale; nel 2014 è stato sottoposto a ulteriore e specifico vincolo di tutela.
L'edificio situato invece a fianco dell'ingresso principale, posto in piazza Poch, per mezzo secolo (1956-2007) è stata sede della locale biblioteca comunale, intitolata all'assessore comunale sestrese Dino Bruschi.
Il bello e ampio parco, giunto ai tempi moderni praticamente intatto, misura 40.425 m² e rappresenta il polmone verde del quartiere di Sestri Ponente. È anche utilizzato per manifestazioni culturali, di svago, rassegne e concerti, specialmente nella stagione estiva. Il giardino della villa è stato rinnovato, con la parziale modifica della forma delle aiuole e dei prati, a cavallo tra il primo e il secondo decennio del XXI secolo, sebbene non tutte le strutture previste nel progetto iniziale siano state realizzate.

## Galleria d'immagini

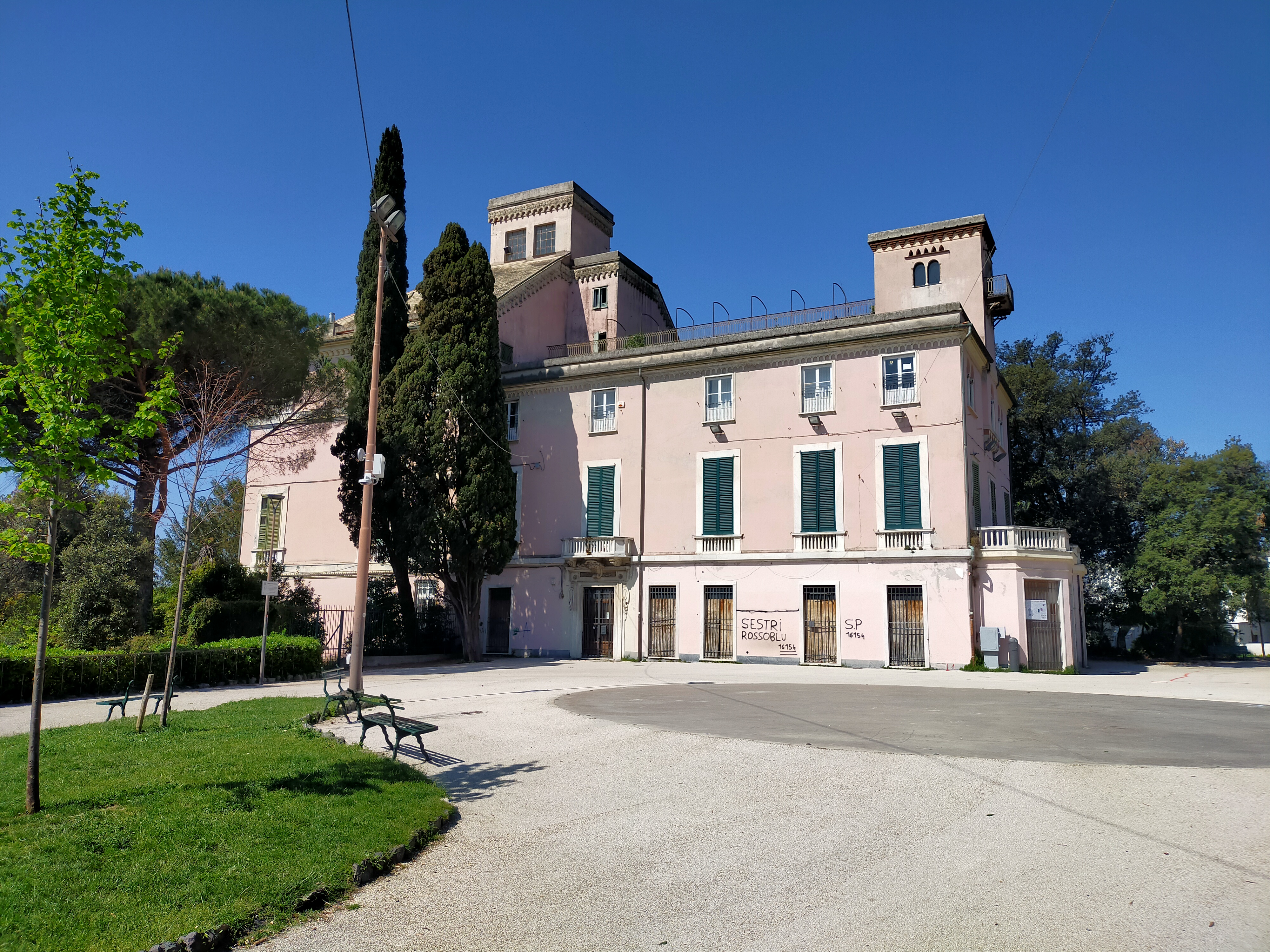
L'edificio principale
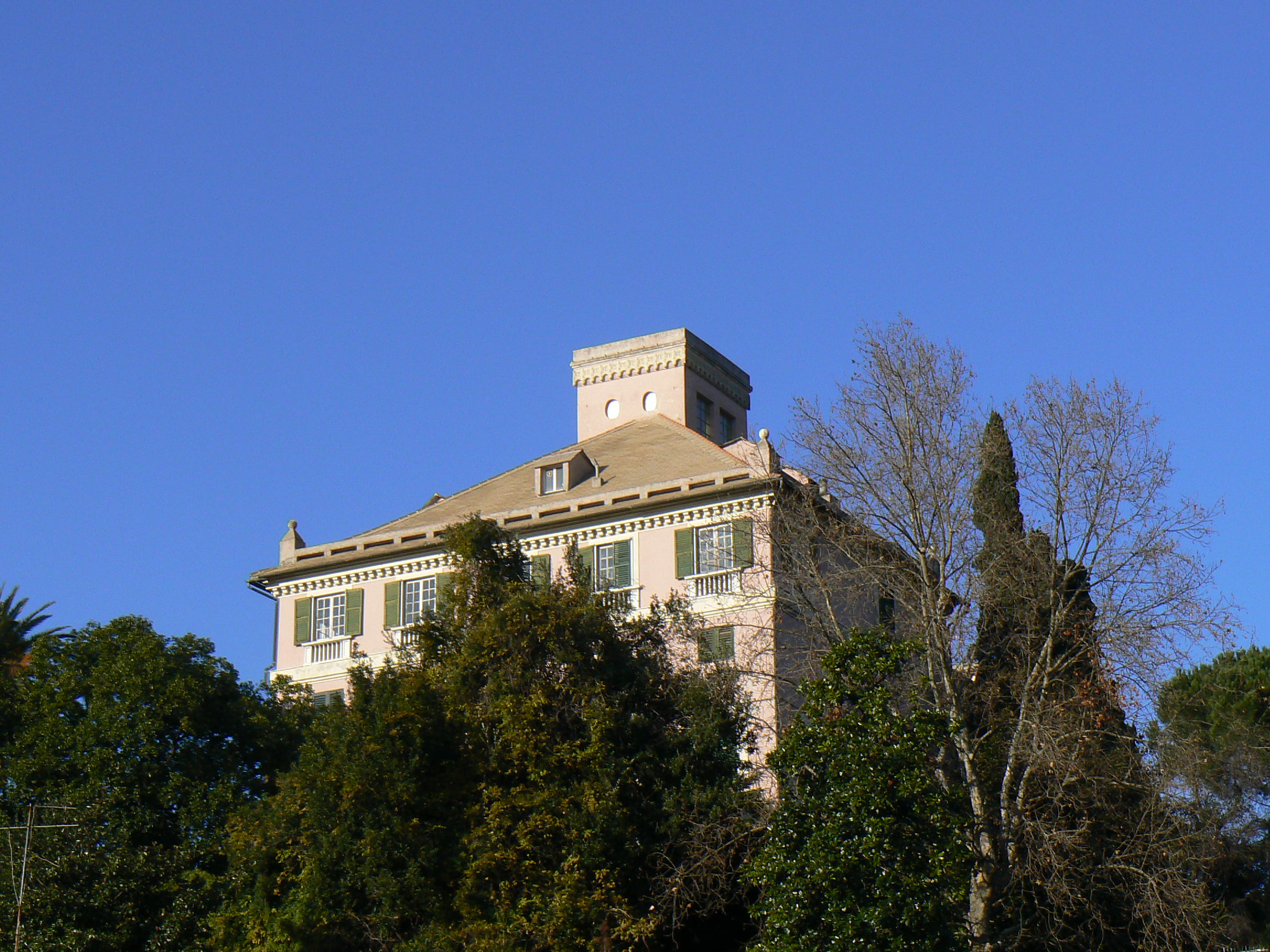
La villa da piazza Poch
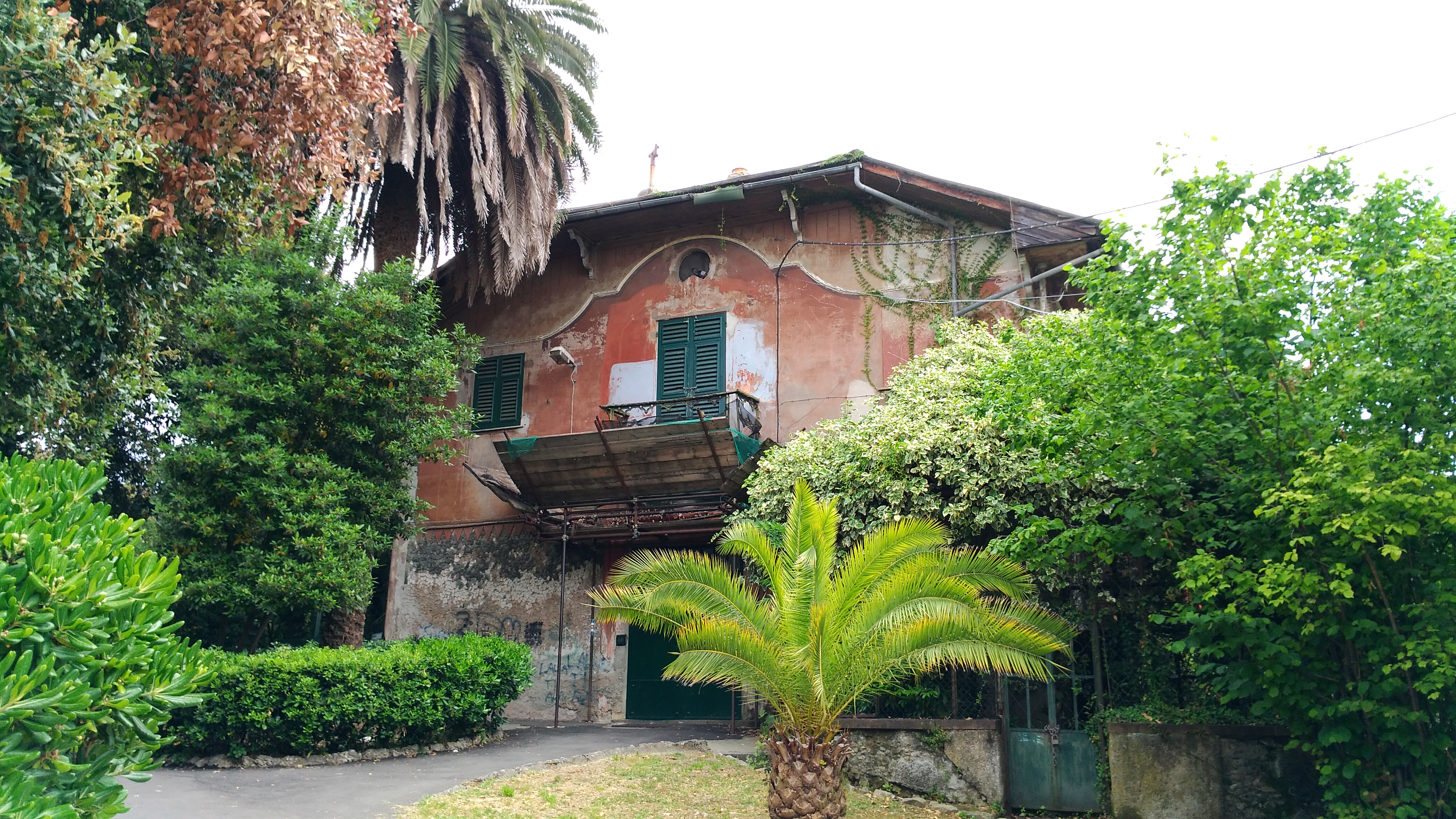
La casa del custode
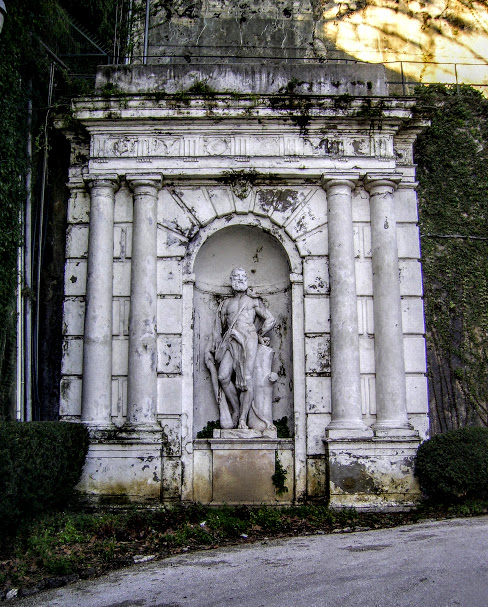
Statua nel parco
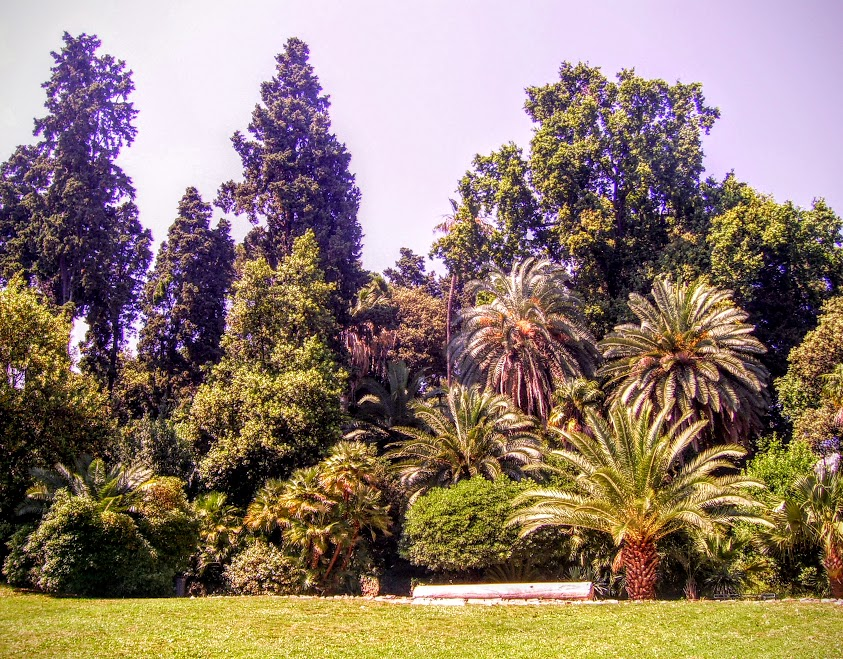
Scorcio dei giardini

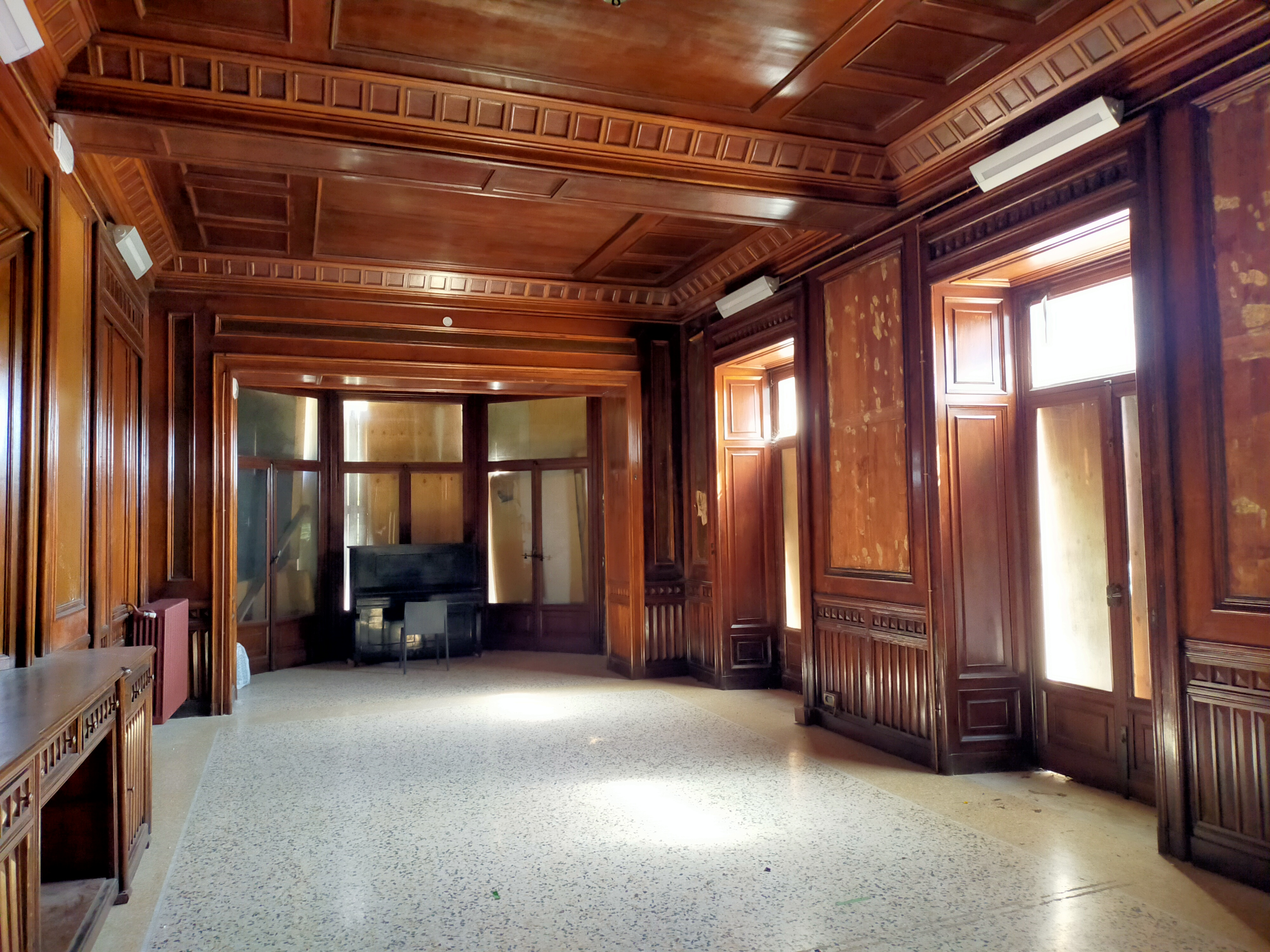
Gli interni in legno intarsiato
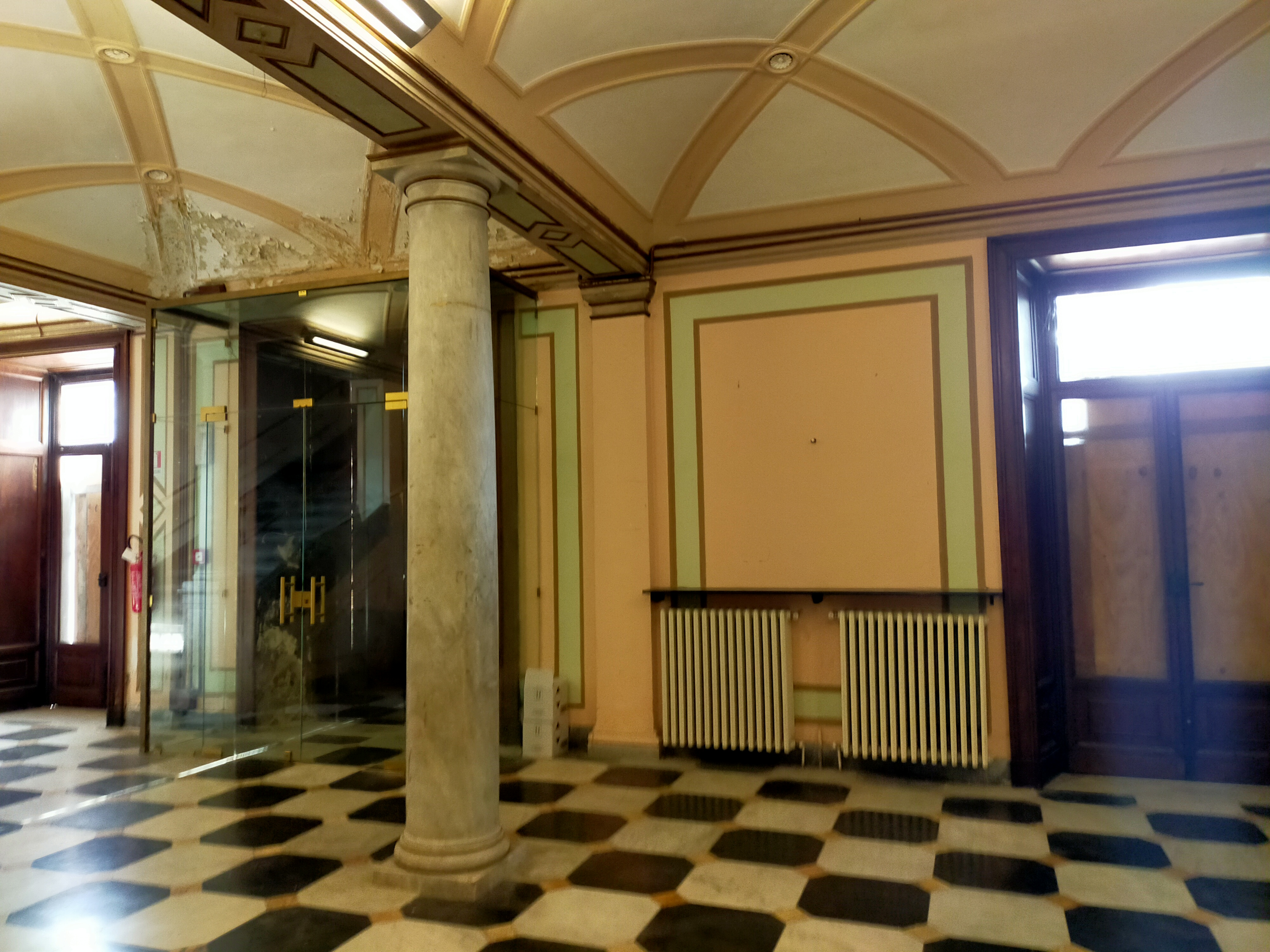
Gli interni con colonne e pavimento bicromo
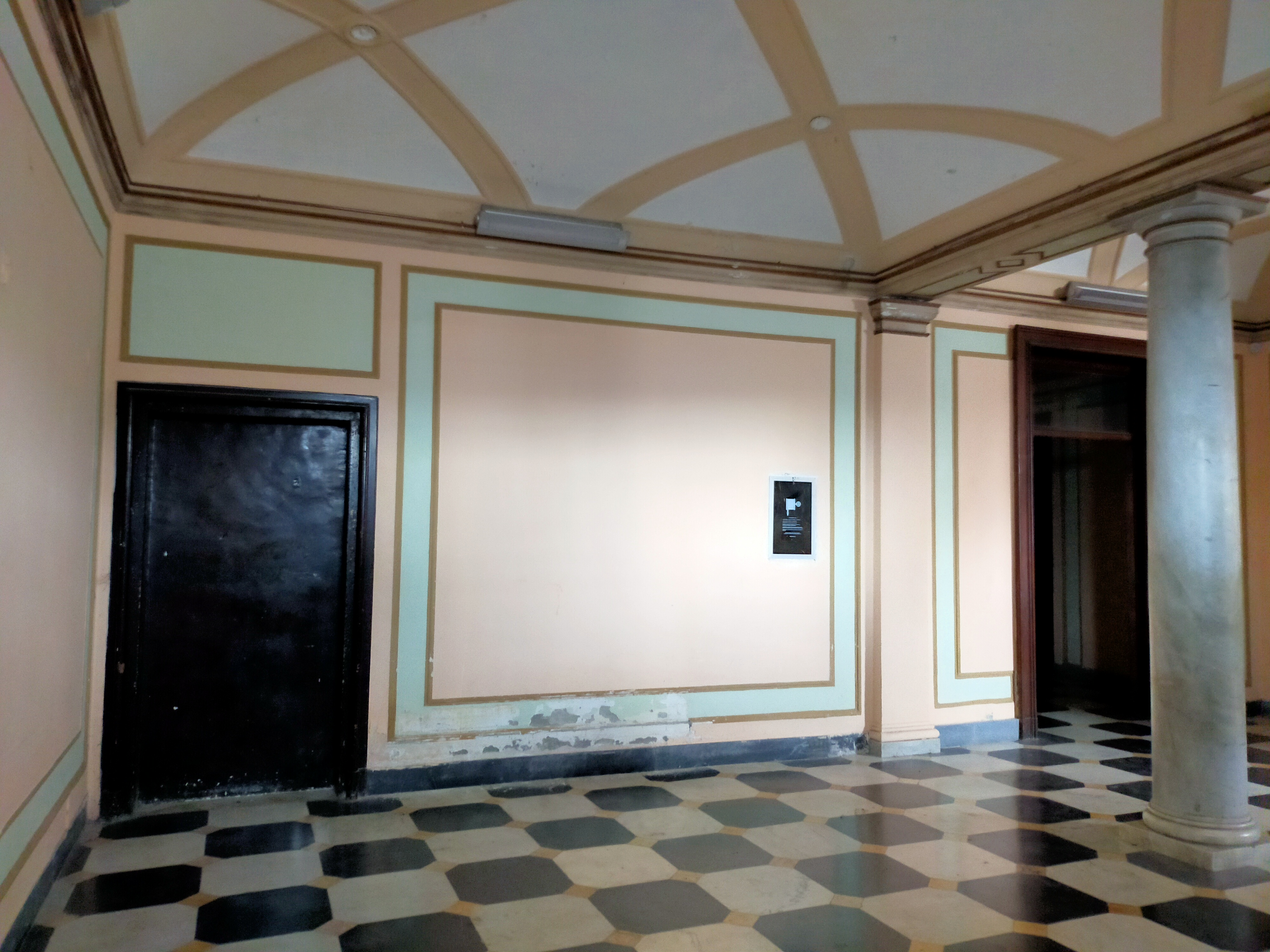
Gli interni con disegni geometrici alle pareti
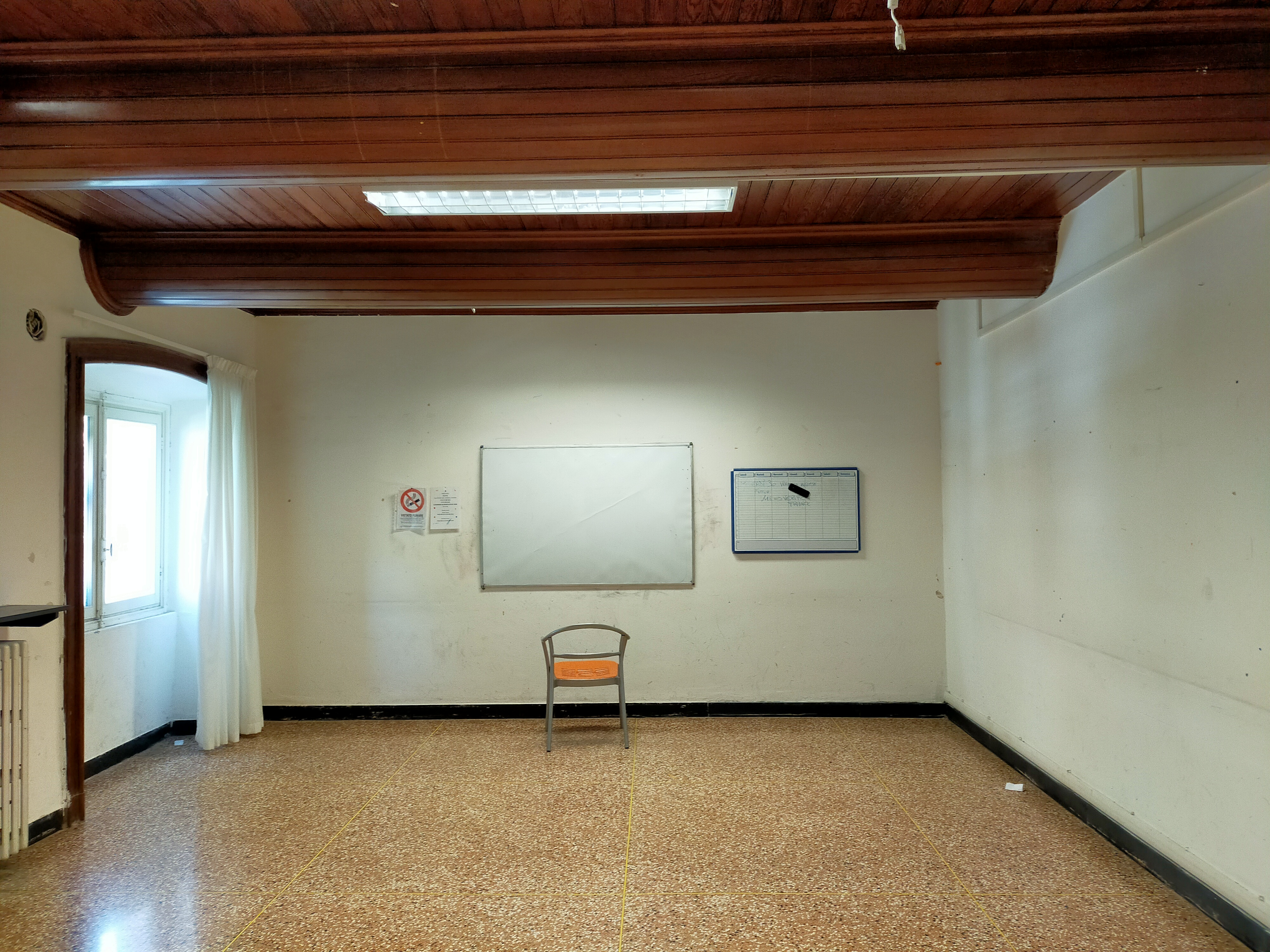
Gli interni con pavimenti in graniglia